# Ex Machina (film)
Az Ex Machina egy 2015. január 21-én bemutatott amerikai–angol sci-fi film, mely a mesterséges intelligenciáról és annak lehetséges következményeiről szól.

## Cselekmény
Caleb tehetséges programozó a keresőrendszereket fejlesztő Bluebook techcégnél. Egy nap megnyer egy házi versenyt, melynek fődíja egy teljes hét a vállalat főnökének, Nathannek a luxuslakásában egy távoli, a civilizációtól elzárt szigeten. Megérkezése után egy titoktartási szerződést írat alá vele a főnöke, majd elárulja neki, hogy legújabb találmányát, egy mesterséges intelligenciával rendelkező robotnőt, Avát kell tesztelnie egy ún. fordított Turing-teszttel. Calebnek  egy hét alatt kell kiderítenie, hogy az üvegfalú szobába bezárt Ava vajon tényleg értelmes, gondolkodó lény, vagy az érzéseit és reakcióit csupán megjátssza. Ava és Caleb között lassan romantikus kapcsolat alakul ki, majd Ava arra kéri Calebet, hogy a teszt végén szöktesse meg, mert fél, hogy Nathan ki fogja kapcsolni. Caleb elrabolja lerészegedett főnöke belépőkártyáját, behatol a ház biztonsági rendszerébe és megváltoztatja a biztonsági protokollt. Az utolsó napon azonban, még a szökés előtt lebukik, és Ava egyedül lép akcióba. Szökése rövidesen erőszakba torkollik, a házvezetőnő egy késsel hátba szúrja Nathant, aki még egy utolsó mozdulattal fejen vágja egy súlyzóval. Ava azonban befejezi a gyilkosságot, majd Calebet bezárja egy szobába. Ezután megjavítja és befejezi önmagát a korábbi prototípusok alkatrészeinek felhasználásával és kisétál a börtönéből, magára hagyva mindenki mást.
A teszt sikeres volt, hiszen Ava olyan intelligens volt, hogy mind az alkotója, mind a tesztelője eszén túljárt, majd megszökött a házból.

## Szereplők
| Szerep   | Színész           | Magyar hang            |
| -------- | ----------------- | ---------------------- |
| Caleb    | Domhnall Gleeson  | Előd Álmos             |
| Nathan   | Oscar Isaac       | Dolmány Attila         |
| Ava      | Alicia Vikander   | Czető Zsanett          |
| Kyoko    | Sonoya Mizuno     | Nem szólal meg         |
| Titkárnő | Evie Wray         | Kis-Kovács Luca        |
| Jay      | Corey Johnson     | Seder Gábor            |
| Jade     | Gana Bayarsaikhan | Lipcsey Colini Borbála |